# Доњи Мелничани
Доњи Мелничани (мкд. Долно Мелничани) су насељено место у Северној Македонији, у западном делу државе. Доњи Мелничани припадају општини Центар Жупа.

## Географија
Насеље Доњи Мелничани је смештено у крајњем западном делу Северне Македоније, близу државне границе са Албанијом (7 km западно). Од најближег већег града, Дебра, насеље је удаљено 8 km југоисточно.
Рељеф: Доњи Мелничани се налазе у области Жупа, на северозападним падинама планине Стогово. Југоисточно од насеља се налази главно било планине, док се југозападно тло спушта у долину Црног Дрима, која је у ово делу преграђена, па је ту образовано вештачко Дебарско језеро. Надморска висина насеља је приближно 790 метара.
Клима у насељу је планинска због знатне надморске висине.

## Становништво
По попису становништва из 2002. године Доњи Мелничани су имали 11 становника.
Претежно становништво у насељу чине етнички Македонци (82%).
Већинска вероисповест у насељу је православље.